# بروتوكول (علوم طبيعية)
بُروتوكول لغةً:
جمع بُروتوكولات : وهي مسوّدة أصليَّة تُصاغ على أساسها معاهدة أو اتفاقيّةُ، وثائق ومحاضرُ الاتِّفاقات
بروتوكول (Protocol (natural sciences
في العلوم الطبيعية البروتوكول هو وسيلة إجرائية مكتوبة مسبقا في تصميم وتنفيذ التجارب . تتم كتابة البروتوكولات متى كان من المستحسن توحيد طريقة التحليل المختبرية لضمان نجاح التكرار الموحد للنتائج من قبل الآخرين في نفس المختبر أو من قبل مختبرات أخرى. البروتوكولات والإجراءات التفصيلية أيضا تيسر تقييم النتائج من خلال استعراض النظراء . بالإضافة إلى الإجراءات التفصيلية وقوائم المعدات والأدوات المطلوبة، وغالبا ما تشمل البروتوكولات معلومات عن احتياطات السلامة، وحساب النتائج ومعايير إعداد التقارير، بما في ذلك التحليل الإحصائي وقواعد لمرحلة ما قبل تحديد وتوثيق البيانات المستثناة إلى تجنب التحيز. وتستعمل البروتوكولات في مجموعة واسعة من الحقول التجريبية، من العلوم الاجتماعية إلى ميكانيكا الكم. وتستعمل البروتوكولات المكتوبة أيضا في التصنيع لضمان جودة متناسقة.

## نظرة عامة
البروتوكولات الرسمية هي القاعدة العامة في مجالات العلوم التطبيقية، مثل الدراسات البيئية والطبية التي تتطلب تنسيقا واحدا، والعمل الموحد من العديد من المشاركين. هذه البروتوكولات المحددة مسبقا هي عنصر أساسي من الممارسة المعملية الجيدة (GLP)
و الممارسة السريرية الجيدة(GCP)
)

## مواصفات البروتوكول العلمي
- تحليل مبادئ وطرق وقواعد المطبقة من قبل تخصص معين في البحث والتحري عن النظريات.
- تطور المنهجية المطبقة في تخصص ما.
- أو الإجراءات العملية أو مجموعة الإجرائيات..
- دراسة مجموعة نظريات، مصطلحات أو أفكار.
- دراسة مقارنة للطرق المختلفة والمقاربات البحثية.

.

## السلامة
احتياطات السلامة هي إضافة قيمة إلى البروتوكول، ويمكن أن تتراوح من التي تتطلب نظارات واقية لأحكام لاحتواء الميكروبات، والمخاطر البيئية، المواد السامة، والمذيبات المتطايرة. قد يتم تضمين الطوارئ الإجرائية في حالة وقوع حادث في بروتوكول أو في SOP المشار إليه.

## الإجراءات
قد تشمل معلومات إجرائية ليس فقط إجراءات السلامة ولكن أيضا إجراءات لتفادي التلوث، معايرة المعدات، ومعدات الاختبار، والتوثيق، وجميع المسائل الأخرى ذات الصلة. هذه البروتوكولات الإجرائية يمكن استخدامها من قبل المتشككين لإبطال أية نتائج أعلنت إذا يجد أي أخطاء.

## المعدات
اختبار المعدات والوثائق يشمل جميع المواصفات اللازمة، المعايرة، نطاقات التشغيل،.. الخ وكذلك العوامل البيئية مثل درجة الحرارة والرطوبة والضغط الجوي، وغيرها من العوامل في كثير من الأحيان يكون لهاآثار على النتائج . يجب توثيق هذه العوامل لكي تكون جزءا من أي إجراءت جيدة يراد القيام بها .